# Shake Ya Tailfeather
Shake Ya Tailfeather is een single van Nelly, P. Diddy en Murphy Lee. De single behaalde de eerste plaats in de Billboard Hot 100, waardoor het voor Nelly de derde, voor P. Diddy de vierde en voor Murphy Lee de eerste single was die deze positie bereikte in die hitlijst.
Het nummer maakte deel uit van de soundtrack van de film Bad Boys II. Tevens verscheen het nummer op het debuutalbum van Murphy Lee, Murphy's Law.

## Hitnoteringen

### VlaamseUltratop 50
| Positie: | 30 | 24 | 22 | 23 | 30 | 28 | 32 | 42 | 49 | uit |